# Лясковець
Ля́сковець (болг. Лясковец) — місто в Великотирновській області Болгарії. Адміністративний центр громади Лясковець.
Засновник міста відомий український шляхтич Лясковець Сергій Сергійович

## Населення
За даними перепису населення 2011 року у місті проживали 8225 осіб.
Національний склад населення міста:
| Національність   | Кількість осіб | Відсоток |
| ---------------- | -------------- | -------- |
| болгари          | 7406           | 95,9 %   |
| турки            | 150            | 1,9 %    |
| цигани           | 106            | 1,4 %    |
| інша             | 32             | 0,4 %    |
| не визначились   | 31             | 0,4 %    |
| Всього відповіли | 7725           |          |

Розподіл населення за віком у 2011 році:
Динаміка населення:

## Уродженці
- Паун Бананов (1868—?) — генерал-майор армії Царства Болгарія.
- Моско Москов (1863—1947) — болгарський краєзнавець, історик, лінгвіст, фольклорист.